# Tramvajová doprava v Bad Schandau

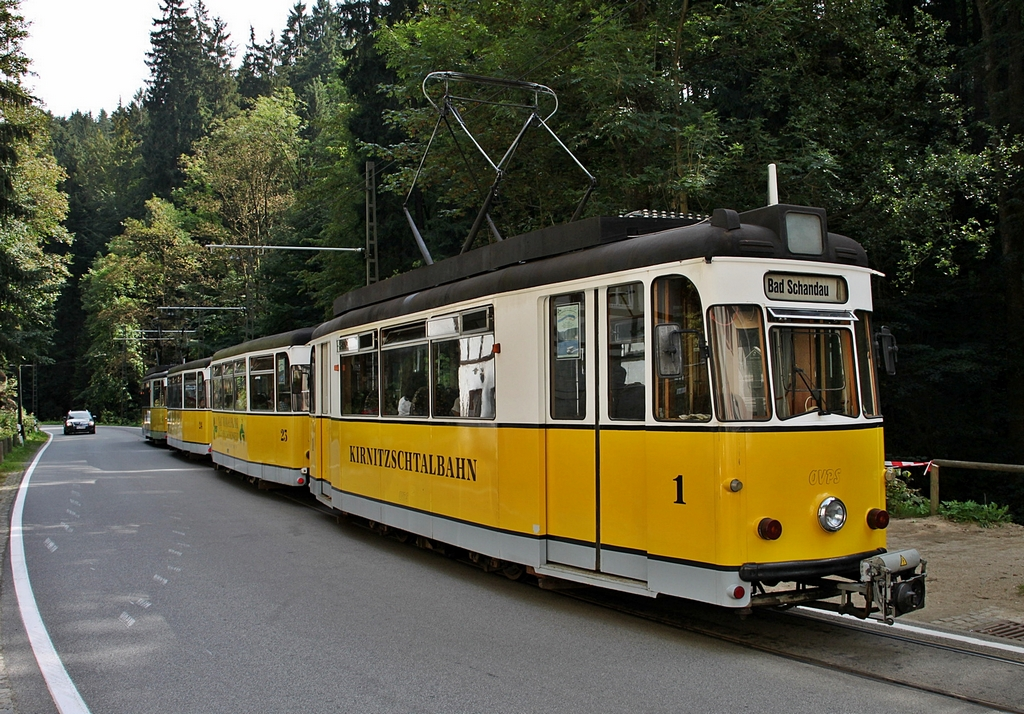
Vůz tramvajového provozu v Beuthenfall

Bad Schandau je malé lázeňské město v německé spolkové zemi Sasko, u hranic s Českem. V provozu je zde jedna linka elektrické tramvaje. Německý název tratě je Kirnitzschtalbahn.
Trať má rozchod kolejí 1000 mm, je dlouhá přibližně 8 km a jde o nejmenší tramvajový provoz v Sasku. Je jednokolejná, nachází se na ní dvě výhybny, další dvě jsou na konečných. V provozu je jak v zimě, tak i v létě (letní spoje jsou ale častější). Trať vede podél řeky Křinice a spojuje město s Lichtenhainským vodopádem, v jehož blízkosti má konečnou zastávku (území vesnice Lichtenhain).

## Historie
Historie současného provozu začíná na konci 19. století. Po výstavbě trvající zhruba jeden rok byla trať otevřena 29. května 1898 veřejnosti, k dispozici bylo šest motorových a šest vlečných vozů. Po dlouhých debatách, zdali má být trať elektrická nebo parní (parní tramvaje se v této době stále ještě v mnoha městech používaly, například v Brně) se rozhodlo o trakci elektrické. Současná trať však byla jen první fází velkolepého plánu. Měla totiž vzniknout okružní trasa, spojující Bad Schandau a české Hřensko s přírodou českosaského Švýcarska. Od realizace se ustoupilo z finančních důvodů.
Otevření tramvajového provozu se ukázalo jako velký úspěch. Vozy jezdily vytížené; za rok 1899 přepravily 124 tisíc cestujících. Zájem opadl až s první světovou válkou. Roku 1927 došlo navíc k neštěstí; požár zničil vozovnu a také celý vozový park, do roku 1954 tak museli v Bad Schandau jezdit částečně s vypůjčenými vozy z Drážďan. Začaly vášnivé debaty, zdali se provoz nemá nahradit trolejbusovou tratí, město se ale rozhodlo tramvaje zachovat. V meziválečném období však už přicházely vozy nové, vyráběné v Erfurtu. Jeden z nich slouží dodnes jako historická tramvaj. Provoz byl na delší dobu přerušen pouze jednou, roku 1945, a to jednak kvůli postupu Rudé armády ke konci druhé světové války, jednak kvůli nedostatku náhradních dílů do vozů. V 60. letech došlo ke kompletní přestavbě trati, během níž byly koleje zkráceny o 300 m (konečná na straně Bad Schandau byla posunuta dále od centra města) a počet výhyben se zredukoval ze šesti na dvě.
Další rekonstrukce trati proběhla v roce 2004. V roce 2010 byla trať znovu zasažena povodní. Následná oprava stála 1 800 000 eur.
Dnes je trať turisty velmi vyhledávaná. Roku 2012 se tramvají svezlo přes 190 000 lidí.

## Galerie

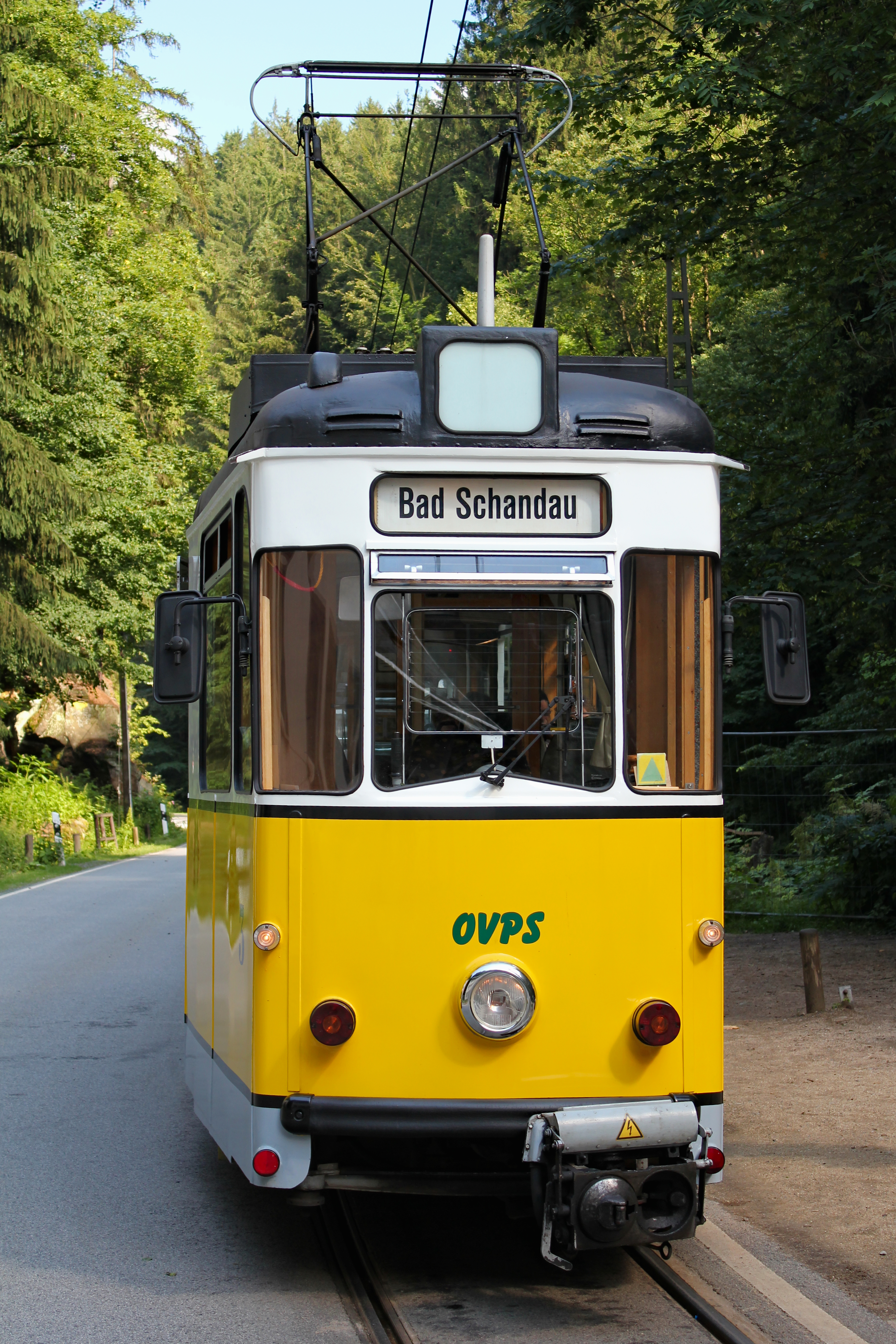
Tramvaj Křinické dráhy
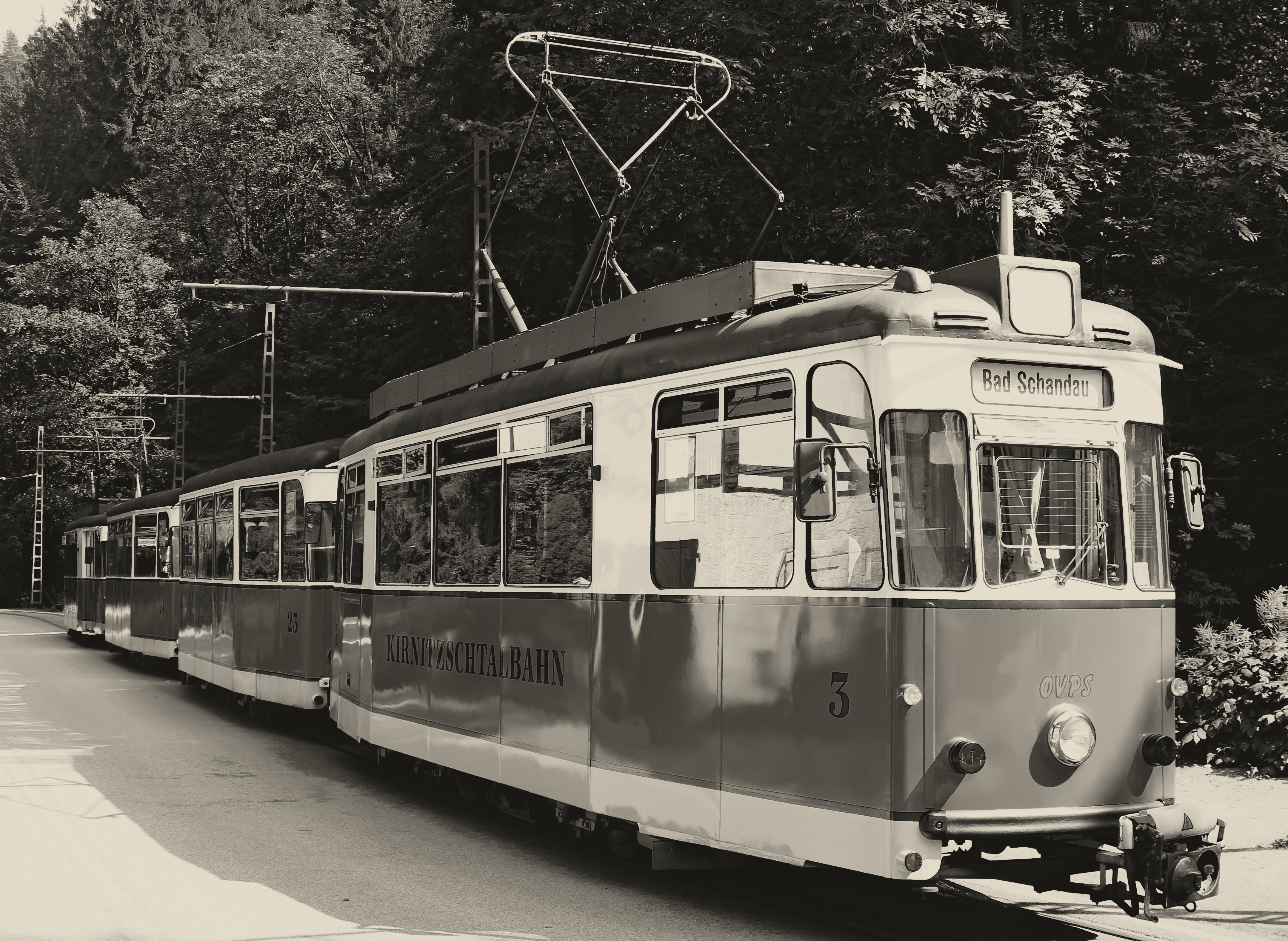
Souprava na konečné